# Nowaczani (gmina Wełes)
Nowaczani (mac. Новачани) – wieś w centralnej Macedonii Północnej, administracyjnie i terytorialnie należąca do gminy Wełes. W 2002 roku liczyła 5 mieszkańców.

położenie wsi na mapie gminy

Według danych ze spisu powszechnego przeprowadzonego w 2002 roku, Nowaczani zamieszkiwało 5 osób deklarujących następującą narodowość: 
- Macedończycy – 5 (100%)